# 1946-os atlétikai Európa-bajnokság
Az 1946-os atlétikai Európa-bajnokságot augusztus 23. és augusztus 27. között rendezték Oslóban, Norvégiában. Az Eb-n 33 versenyszám volt. Először rendeztek a férfiaknál a tízpróbát, amit összetett versenynek neveztek.

## A magyar sportolók eredményei
Magyarország az Európa-bajnokságon 11 sportolóval képviseltette magát.
Érmesek
| Érem  | Versenyző      | Versenyszám | Dátum         |
| ----- | -------------- | ----------- | ------------- |
| Bronz | Csaplár András | 10 000 m    | augusztus 22. |

## Éremtáblázat
(A táblázatban a rendező nemzet és Magyarország eltérő háttérszínnel kiemelve.)
| Helyezés | Nemzet         | Arany | Ezüst | Bronz | Összesen |
| 1.       | Svédország     | 11    | 5     | 6     | 22       |
| 2.       | Szovjetunió    | 6     | 7     | 4     | 17       |
| 3.       | Finnország     | 4     | 3     | 5     | 12       |
| 4.       | Franciaország  | 3     | 4     | 4     | 11       |
| 5.       | Hollandia      | 3     | 2     | 1     | 6        |
| 6.       | Nagy-Britannia | 2     | 5     | 3     | 10       |
| 7.       | Norvégia       | 1     | 2     | 0     | 3        |
| 8.       | Dánia          | 1     | 1     | 2     | 4        |
| 8.       | Olaszország    | 1     | 1     | 2     | 4        |
| 10.      | Izland         | 1     | 0     | 0     | 1        |
| 11.      | Svájc          | 0     | 2     | 0     | 2        |
| 12.      | Belgium        | 0     | 1     | 0     | 1        |
| 13.      | Csehszlovákia  | 0     | 0     | 4     | 4        |
| 14.      | Magyarország   | 0     | 0     | 1     | 1        |
| 14.      | Lengyelország  | 0     | 0     | 1     | 1        |
| Összesen | Összesen       | 33    | 33    | 33    | 99       |

## Érmesek
- WR – világrekord
- CR – Európa-bajnoki rekord

### Férfi
| Versenyszám                                                              | Arany                                                                             | Arany      | Ezüst                                                                       | Ezüst     | Bronz                                                                            | Bronz     |
| ------------------------------------------------------------------------ | --------------------------------------------------------------------------------- | ---------- | --------------------------------------------------------------------------- | --------- | -------------------------------------------------------------------------------- | --------- |
| 100 m                                                                    | Jack Archer · Nagy-Britannia                                                      | 10,6       | Haakon Tranberg · Norvégia                                                  | 10,7      | Carlo Monti · Olaszország                                                        | 10,8      |
| 200 m                                                                    | Nyikolaj Karakulov · Szovjetunió                                                  | 21,6       | Haakon Tranberg · Norvégia                                                  | 21,7      | Jiří David · Csehszlovákia                                                       | 21,8      |
| 400 m                                                                    | Niels Holst-Sørensen · Dánia                                                      | 47,9       | Jacques Lunis · Franciaország                                               | 48,3      | Derek Pugh · Nagy-Britannia                                                      | 48,9      |
| 800 m                                                                    | Rune Gustafsson · Svédország                                                      | 1:51,0     | Niels Holst-Sørensen · Dánia                                                | 1:51,1    | Marcel Hansenne · Franciaország                                                  | 1:51,2    |
| 1500 m                                                                   | Lennart Strand · Svédország                                                       | 3:48,0 CR  | Henry Eriksson · Svédország                                                 | 3:48,8    | Erik Jørgensen · Dánia                                                           | 3:52,8    |
| 5000 m                                                                   | Sydney Wooderson · Nagy-Britannia                                                 | 14:08,6 CR | Wim Slijkhuis · Hollandia                                                   | 14:14,0   | Evert Nyberg · Svédország                                                        | 14:23,2   |
| 10 000 m                                                                 | Viljo Heino · Finnország                                                          | 29:52,0 CR | Helge Perälä · Finnország                                                   | 30:31,4   | Csaplár András · Magyarország                                                    | 30:35,2   |
| Maraton                                                                  | Mikko Hietanen · Finnország                                                       | 2:24:55    | Väinö Muinonen · Finnország                                                 | 2:26:08   | Yakov Puñko · Szovjetunió                                                        | 2:26:21   |
| A maraton versenytávja 40,1 km volt, 2 km-rel rövidebb a hagyományosnál. |                                                                                   |            |                                                                             |           |                                                                                  |           |
| 110 m gát                                                                | Håkan Lidman · Svédország                                                         | 14,6       | Hippolyte Braekman · Belgium                                                | 14,9      | Väinö Suvivuo · Finnország                                                       | 15,0      |
| 400 m gát                                                                | Bertel Storskrubb · Finnország                                                    | 52,2 CR    | Sixten Larsson · Svédország                                                 | 52,4      | Rune Larsson · Svédország                                                        | 52,5      |
| 3000 m akadály                                                           | Raphaël Pujazon · Franciaország                                                   | 9:01,4 CR  | Erik Elmsäter · Svédország                                                  | 9:11,0    | Tore Sjöstrand · Svédország                                                      | 9:14,0    |
| 10 km gyaloglás                                                          | John Mikaelsson · Svédország                                                      | 46:05,2    | Fritz Schwab · Svájc                                                        | 47:03,6   | Emile Maggi · Franciaország                                                      | 48:10,4   |
| 50 km gyaloglás                                                          | John Ljunggren · Svédország                                                       | 4:38:20 CR | Harry Forbes · Nagy-Britannia                                               | 4:42:58   | Charles Megnin · Nagy-Britannia                                                  | 4:57:04   |
| 4 × 100 m váltó                                                          | Svédország · Stig Danielsson · Inge Nilsson · Olle Laessker · Stig Håkansson      | 41,5       | Franciaország · Agathon Lepève · Julien Lebas · Pierre Gonon · René Valmy   | 42,0      | Csehszlovákia · Mirko Paráček · Leopold Láznička · Miroslav Řihošek · Jiří David | 42,2      |
| 4 × 400 m váltó                                                          | Franciaország · Bernard Santona · Yves Cros · Robert Chef d’Hotel · Jacques Lunis | 3:14,4     | Nagy-Britannia · Ronald Ede · Derek Pugh · Bernard Elliot · William Roberts | 3:14,5    | Svédország · Folke Alnevik · Stig Lindgård · Sven-Erik Nolinge · Tore Sten       | 3:15,0    |
| Magasugrás                                                               | Anton Bolinder · Svédország                                                       | 199 cm     | Alan Paterson · Nagy-Britannia                                              | 196 cm    | Nils Nicklén · Finnország                                                        | 193 cm    |
| Távolugrás                                                               | Olle Laessker · Svédország                                                        | 742 cm     | Lucien Graff · Svájc                                                        | 740 cm    | Miroslav Řihošek · Csehszlovákia                                                 | 729 cm    |
| Rúdugrás                                                                 | Allan Lindberg · Svédország                                                       | 417 cm CR  | Nyikolaj Ozolin · Szovjetunió                                               | 410 cm    | Jan Bém · Csehszlovákia                                                          | 410 cm    |
| Hármasugrás                                                              | Valdemar Rautio · Finnország                                                      | 15,17 m    | Bertil Johnsson · Svédország                                                | 15,15 m   | Arne Åhman · Svédország                                                          | 14,96 m   |
| Súlylökés                                                                | Gunnar Huseby · Izland                                                            | 15,56 m    | Dmitrij Gorjainov · Szovjetunió                                             | 15,25 m   | Yrjö Lehtilä · Finnország                                                        | 15,23 m   |
| Diszkoszvetés                                                            | Adolfo Consolini · Olaszország                                                    | 53,23 m CR | Giuseppe Tosi · Olaszország                                                 | 50,39 m   | Veikko Nyquist · Finnország                                                      | 48,14 m   |
| Gerelyhajítás                                                            | Lennart Atterwall · Svédország                                                    | 68,74 m    | Yrjö Nikkanen · Finnország                                                  | 67,50 m   | Tapio Rautavaara · Finnország                                                    | 66,40 m   |
| Kalapácsvetés                                                            | Bo Ericson · Svédország                                                           | 56,44 m    | Eric Johansson-Umedalen · Svédország                                        | 53,54 m   | Duncan Clark · Nagy-Britannia                                                    | 51,32 m   |
| Tízpróba                                                                 | Godtfred Holmvang · Norvégia                                                      | 6987 pont  | Szergej Kuznyecov · Szovjetunió                                             | 6930 pont | Göran Waxberg · Svédország                                                       | 6504 pont |

### Női
| Versenyszám     | Arany                                                                                              | Arany      | Ezüst                                                                                | Ezüst   | Bronz                                                                                           | Bronz   |
| --------------- | -------------------------------------------------------------------------------------------------- | ---------- | ------------------------------------------------------------------------------------ | ------- | ----------------------------------------------------------------------------------------------- | ------- |
| 100 m           | Jevgenyija Secsenova · Szovjetunió                                                                 | 11,9 CR    | Winifred Jordan · Nagy-Britannia                                                     | 12,1    | Claire Bresolles · Franciaország                                                                | 12,2    |
| 200 m           | Jevgenyija Secsenova · Szovjetunió                                                                 | 25,4       | Winifred Jordan · Nagy-Britannia                                                     | 25,6    | Léa Caurla · Franciaország                                                                      | 25,6    |
| 80 m gát        | Fanny Blankers-Koen · Hollandia                                                                    | 11,8       | Jelena Gokieli · Szovjetunió                                                         | 11,9    | Valentyina Fokina · Szovjetunió                                                                 | 11,9    |
| 4 × 100 m váltó | Hollandia · Gerda van der Kade-Koudijs · Netty Witziers-Timmer · Marta Adema · Fanny Blankers-Koen | 47,8       | Franciaország · Léa Caurla · Anne-Marie Colchen · Claire Bresolles · Monique Drichon | 48,5    | Szovjetunió · Jevgenyija Secsenova · Valentyina Fokina · Jelena Gokieli · Valentyina Vasziljeva | 48,7    |
| Magasugrás      | Anne-Marie Colchen · Franciaország                                                                 | 160 cm     | Alekszandra Csudina · Szovjetunió                                                    | 157 cm  | Anne Iversen · Dánia                                                                            | 157 cm  |
| Távolugrás      | Gerda van der Kade-Koudijs · Hollandia                                                             | 567 cm     | Ligyija Gaile · Szovjetunió                                                          | 567 cm  | Valentyina Vasziljeva · Szovjetunió                                                             | 563 cm  |
| Súlylökés       | Tatyjana Szevrjukova · Szovjetunió                                                                 | 14,16 m CR | Micheline Ostermeyer · Franciaország                                                 | 12,84 m | Amelia Piccinini · Olaszország                                                                  | 12,22 m |
| Diszkoszvetés   | Nyina Dumbadze · Szovjetunió                                                                       | 44,21 m    | Ann Niesink · Hollandia                                                              | 40,46 m | Jadwiga Wajs · Lengyelország                                                                    | 39,37 m |
| Gerelyhajítás   | Klavgyija Majucsaja · Szovjetunió                                                                  | 46,25 m CR | Ljudmila Anohina · Szovjetunió                                                       | 45,84 m | Johanna Koning · Hollandia                                                                      | 43,24 m |